# Yaroslava Bondarenko
Pour les articles homonymes, voir Bondarenko.
Yaroslava Bondarenko, née le 27 février 1997 à Moscou, est une coureuse cycliste spécialiste du BMX.

## Carrière
Yaroslava Bondarenko n'a pas de préférence particulière entre les pistes en intérieur et en extérieur.
En 2016, elle arrive 5e aux Championnats du monde de BMX. La même année, elle représente la Russie aux épreuves de BMX aux Jeux olympiques d'été de 2016. Elle s'y place en 5e position.
Le 1er juillet 2017, elle remporte les championnats de Russie de BMX.
Le 13 mai 2018, elle remporte une médaille de bronze en Coupe du monde de BMX.

## Palmarès en BMX

### Jeux olympiques
- Rio de Janeiro 2016
  - 5e du BMX

### Championnats du monde
- Medellín 2016
  - 5e du BMX
- Rock Hill 2017
  - 14e du BMX
- Bakou 2018
  - 13e du BMX

### Coupe du monde
- 2014 : 31e du classement général
- 2015 : 15e du classement général
- 2016 : 6e du classement général
- 2017 : 4e du classement général
- 2018 : 4e du classement général
- 2019 : 25e du classement général
- 2020 : 12e du classement général
- 2021 : 33e du classement général

### Championnats d'Europe
- 2016 :  médaillée de bronze du contre-la-montre BMX
- 2018 :  médaillée de bronze de la course BMX

### Coupe d'Europe
- 2017 : 2e du classement général
- 2018 : 8e du classement général

### Championnats de Russie
- Championne de Russie de BMX : 2020